# 锡兰银元

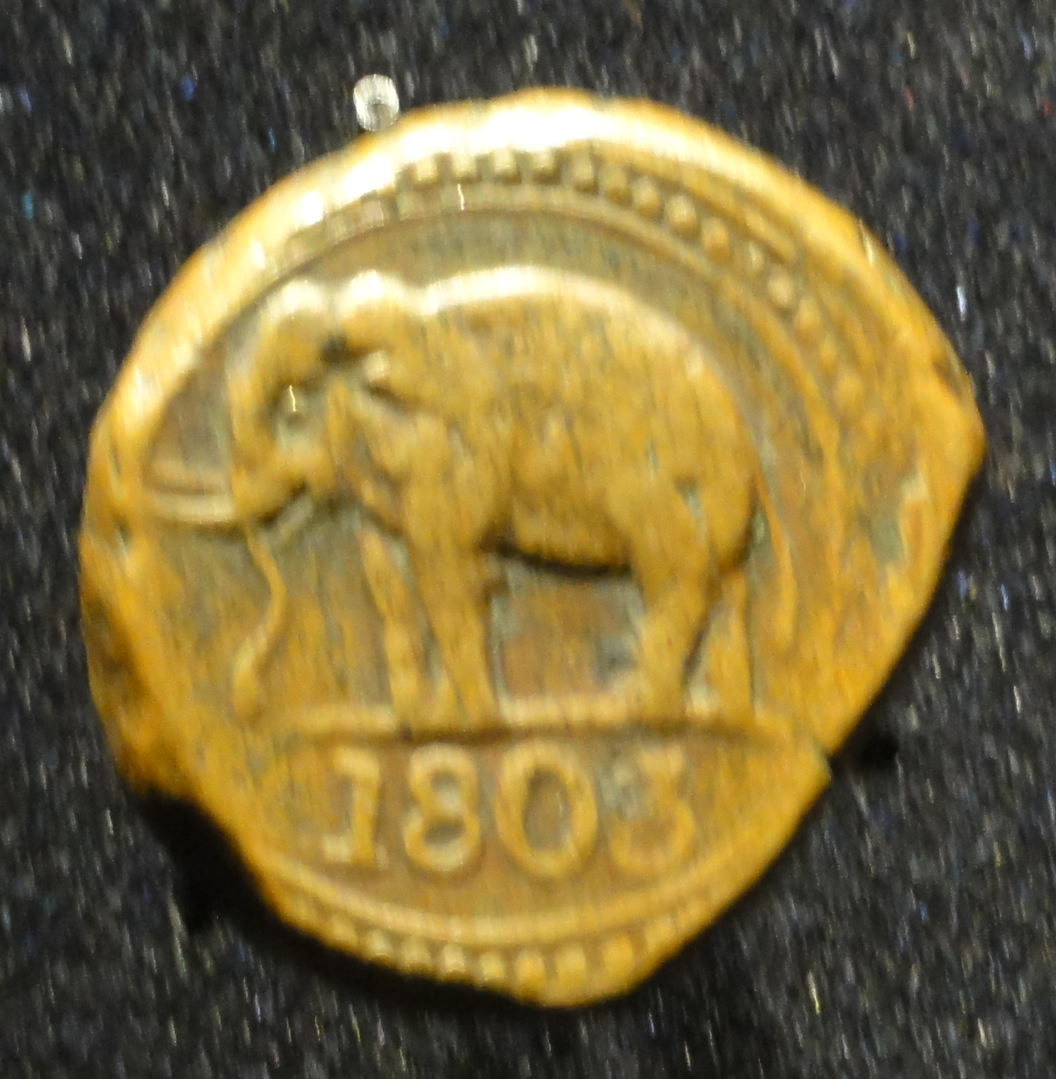
1803年发行的斯蒂弗铜币

锡兰银元（英語：Ceylonese rixdollar）是1828年前英属锡兰的官方货币。1锡兰银元等于48斯蒂弗，1斯蒂弗等于4杜伊特。锡兰银元还有法纳姆（fanam）和拉兰（larin）这两种货币单位，1法纳姆等于4斯蒂弗，1拉兰等于9½斯蒂弗。锡兰银元起源于荷兰的里克斯达尔德（rijksdaalder）和斯图伊弗（stuiver），不过1荷兰里克斯达尔德可以兑换50荷兰斯图伊弗（stuiver）。
在17世纪锡兰银元的含银量超过25克，其价值为4先令6便士，不过到了19世纪锡兰银元的价值只有1先令5便士左右。1825年英镑取代锡兰银元成为锡兰的官方货币，1锡兰银元可以兑0.5先令，其兑换率低于印度卢比，后者可以用1印度卢比兑11⁄12先令。

## 硬币

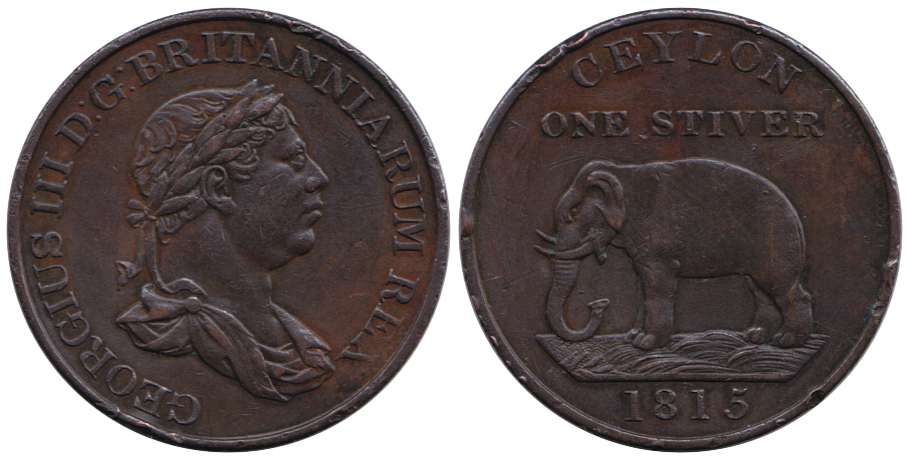
1815年发行的1斯蒂弗铜币

18世纪荷兰东印度公司发行了面额为0.125和1的杜伊特，还发行了面额为0.25、1、2、4+3⁄4的斯图伊弗硬币以及1锡兰银元。
英国接管锡兰后，于1801年发行了面额为1⁄48 、1⁄24、1⁄12的粗铸锡兰元铜币。1802年发行了面额为1⁄192、1⁄96、1⁄48的精铸锡兰元铜币，粗铸锡兰元铜币一直发行到1816 年。1803年发行了面额为24、48、96的斯蒂弗银币。
1815年发行了面额为0.5和2的斯图伊弗铜币，价值相当于1⁄96 ，1⁄48、1⁄24锡兰元。1821年发行了6锡兰元银币。

## 纸币
锡兰政府也发行了与锡兰银元等值的纸币，如1809年发行5锡兰元纸币，1826年发行2锡兰元纸币。